# Como Aproveitar o Fim do Mundo
Como Aproveitar o Fim do Mundo (inglese: How to Enjoy the End of the World) è una serie televisiva brasiliana creata da Fernanda Young e Alexandre Machado. Prodotta e trasmessa da Globo tra il 1 novembre e il 20 dicembre 2012, con 8 episodi.
Nel 2013, la serie è stata rilasciati in DVD in un'edizione unica, in formato film, come originariamente immaginata dal regista José Alvarenga, Jr.
Nel 2016, un remake americano della serie è stato sviluppato da Corinne Brinkerhoff, e trasmesso su The CW.
Como Aproveitar o Fim do Mundo è stata nominata per un International Emmy nel 2013.